# Соболь Микола Миколайович
Микола Миколайович Соболь (нар. 18 серпня 1965, Запоріжжя — пом. 16 січня 2005) — український скульптор; член Запорізької організації Національної спілки художників України з 2000 року. Син скульптора Миколи Сергійовича Соболя.

## З біографії
Народився 18 серпня 1965 року в місті Запоріжжі (нині Україна). Закінчив Харківське державне художнє училище.
Мешкав у Запоріжжі, в будинку на вулиці Перемоги, 115, квартира № 117. Помер 16 січня 2005 року.

## Творчість
Працював у галузі монументальної та станкової скульптури, декоративно-ужиткового мистецтва (пластика малих форм). Серед робіт:
монументальна скульптура

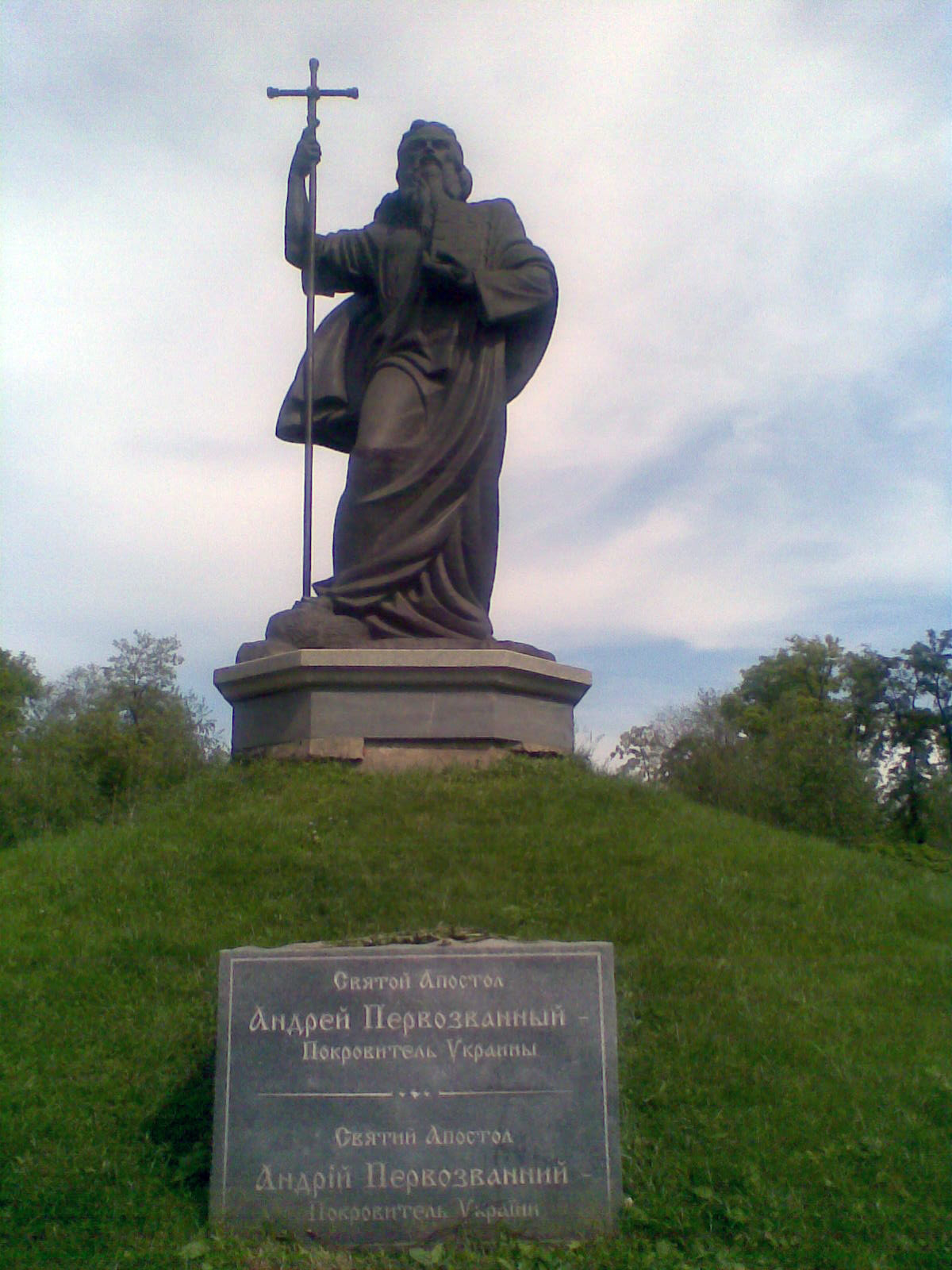
Пам'ятник Андрію Первозваному.

- пам'ятна дошка Дмитру Ульянову (1989, бронза, граніт; архітектор В. А. Шинкарьов);
- пам'ятник воїнам, загиблим у німецько-радянській війні у селі Пологах Запорізької області (1990, карбована мідь, граніт; архітектр Ю. В. Бірюков);
- пам'ятник Андрію Первозваному у Запоріжжі (2003, бронза, литво; у співавторстві з Миколою Сергійовичем Соболем);

стакова скульптура
- «Селена» (1999, бронза);
- «Громадянська війна» (мармур, бронза);
- декоративний свічник «Афро-Негро» (мармур, бронза).

Твори зберігаються в приватних колекціях.